# Elecciones en California

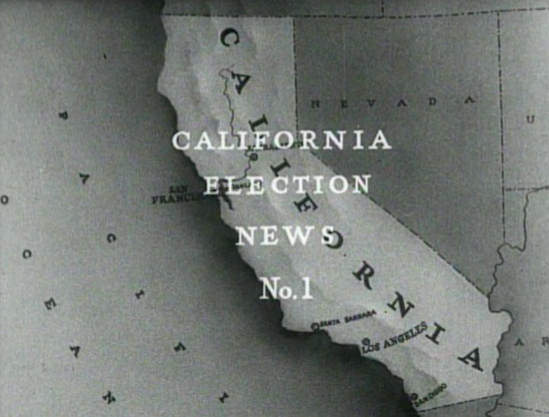
Reporte de las elecciones de 1934

El número de elecciones en California varía año con año. California tiene una elección gubernamental cada cuatro años, y en el 2003, tuvo una elección revocada. Las elecciones primarias habían sido hechas en marzo o junio, hasta 2008, cuando fueron hechas en febrero. Las elecciones generales, en la cual cubre todos los asuntos estatales, son hechos en noviembre. Condado por condado hace las elecciones en la cual también cubre los asuntos locales. Además, se hace también una elección especial que pueden ser hechas en cualquier fecha.

## Partidos políticos
El estado cuenta con seis partidos políticos calificados:
- Partido Independiente Americano
- Partido Demócrata (véase también Partido Demócrata de California)
- Partido Verde (véase también Partido Verde de California)
- Partido Libertario (véase también Partido Libertario de California)
- Partido Paz y Libertad
- Partido Republicano (véase también Partido Republicano de California)

Debido al sistema electoral escrutinio uninominal mayoritario usado en California, sólo el Partido demócrata y Republicano tienen representación en la Legislatura del estado. Sin embargo, Audie Bock, un miembro del partido Verde, fue elegido en 1999 en lo que lo llaman special election musical chairs.
Los siguientes partidos intentaron calificar para las elecciones primarias de 2008: Anarchy and Poverty Party, Partido Cristiano, Neuroscience Party, New World Party, Reform Party, y Utopia Manifesto Party
Además, hay un sinnúmero de partidos que no pueden calificar como: American Eagle Party, Equal Justice Party, Superhappy Party, Working Families Party, Reform Party, y el God, Truth and Love Party, New World Party, No More Black Holocaust and Reparations for Origians Now Party, United Conscious American-Africans for Peace, Success, and Fairness Party, y United Conscious Builders of All Americans Equal Dream Party, American Party, Berkeley Defense Group Party, Black Panther Party, Californians for an Alternative in November Party, Christian Nationalist Party, Citizen's Party, Communist Party, Partido de la Constitución, Freedom and Peace Party, Independent Progressive Party, La Raza Unida Party, Liberty Party, Looking Back Party, Movimiento Nacionalsocialista, National Socialist White People's Party, New Alliance Party, People's Party, Populist Party of America, Progressive Party, Prohibition Party, Socialist Party, Socialist Labor Party, Socialist Workers Party, Universal Party y el Workers World Party.[cita requerida]
Las elecciones municipales en California a nivel de condado y de la ciudad son oficialmente elecciones sin ninguna afiliación partidaria y no son incluidas en las boletas electorales municipales.  

## Elecciones
- 19 de mayo de 2009: elecciones especiales
- 8 de junio de 2010: elecciones primarias gubernamentales de California
- 2 de noviembre de 2010: elecciones gubernamentales generales de California

## Bibliográfica
- California Secretary of State - On-Line Lists of Candidates
- JoinCalifornia - California Election Statistics

### Partidos políticos
- Partido Demócrata de California
- Partido Verde de California
- Partido Libertario de California
- Partido Republicano de California